# Самый старый ресторан McDonald’s
Самый старый ресторан McDonald’s — ресторан американской корпорации McDonald’s, открытый 18 августа 1953 года, и функционирующий до сих пор.
Расположен по адресу 10207 Lakewood Boulevard на Florence Avenue в Дауни, Калифорния.

## История
Первыми владельцами ресторана McDonald's в Дауни стали Роджер Уильямс и его деловой партнёр Бад Лэндон. Оба они имели опыт работы в Occidental Petroleum и использовали его при выборе места для открытия ресторана.
Как и другие франчайзи братьев Макдоналд, они должны были использовать оригинальный дизайн, разработанный Стэнли Кларком Местоном.
После того как Рэй Крок приобрёл сеть у братьев Макдоналд, ресторан не претерпел изменений, поскольку был связан с братьями по франшизе, а не с компанией Крока McDonald's Systems, Inc., которая впоследствии стала называться McDonald's Corporation.
Вследствие этого ресторан не столкнулся с необходимостью модернизации, которую McDonald's Corporation предъявляет своим франчайзи. В результате меню ресторана отличалось от меню других ресторанов McDonald's и не включало такие популярные блюда, как «Биг Мак», разработанные корпорацией.
Вследствие этих причин, а также благодаря открытию корпоративного ресторана McDonald's в середине 1970-х годов, расположенного менее чем в полумиле от заведения, продажи в ресторане начали снижаться. В 1990 году корпорация McDonald's приобрела заведение, и оно стало последним независимым от сети McDonald's.
В 1994 году ресторан был закрыт из-за землетрясения в Нортридже. Причиной закрытия стали низкие продажи и повреждения, нанесённые зданию, а также нехватка окон для входа и посадочных мест.
McDonald's планировал снести ресторан и построить на его месте современный «ретро»-ресторан. Однако в том же 1994 году здание было включено в список 11 наиболее уязвимых исторических мест, охраняемых Национальным фондом сохранения исторического наследия.
И общественность, и сторонники сохранения памятников архитектуры выразили настоятельную необходимость сохранить ресторан. Вследствие этого McDonald's вложил значительные усилия и средства в его реставрацию, которая заняла около двух лет. В результате ресторан был вновь открыт для посетителей.
Теперь посетители могут насладиться обновлённым интерьером и атмосферой ресторана, а также посетить сувенирный магазин и музей, расположенные в непосредственной близости.